# Polydora hoplura
Polydora hoplura är en ringmaskart som beskrevs av Jean Louis René Antoine Édouard Claparède 1869. Polydora hoplura ingår i släktet Polydora och familjen Spionidae. Arten har ej påträffats i Sverige. Inga underarter finns listade i Catalogue of Life.